# Dead Man's Bones
Dead Man's Bones is een Amerikaanse band van en met acteur/muzikant Ryan Gosling en zijn vriend Zach Shields.
Ze combineren indie, rock, folk, alternatief, gospel en Gothic Choir.
In oktober 2009 brachten ze hun debuutalbum Dead Man's Bones uit bij de platenfirma ANTI Records.
Zowel Gosling als Shields hebben een fascinatie voor geesten, monsters, begraafplaatsen, zombies en eender wat dood is, 
wat zich ook in hun muziek weergeeft.
Ze werken ook regelmatig samen met kinderkoren.